# Чорна Блискавка (телесеріал)
«Чорна Блискавка» (англ. Black Lightning) — американський телесеріал, який транслюється на каналі The CW, заснований на однойменному персонажа коміксів DC. Мара Брок Акіл і Салім Акіл є творцями серіалу, головні ролі в якому виконують Кресс Вільямс в ролі головного героя, а також Чайна Енн МакКлейн, Нафесса Вільямс і Крістін Адамс. Серіал розповість про життя Чорної блискавки, супергероя у відставці, який повертається до геройської життя і її вплив на життя своєї родини.
Розробка серіалу почалася у вересні 2016 року, коли компанія Fox замовила пілотний епізод. У лютому 2017 року Fox відмовилася від ідеї серіалу, після чого серіал був придбаний The CW Television Network, яка замовила новий сценарій для пілота. The CW офіційно замовили серіал в травні 2017 року. Прем'єра серіалу відбулася на каналі The CW 16 січня 2018 года. 
2 квітня 2018 серіал був продовжений на другий сезон. 
1 лютого 2019 серіал був продовжений на третій сезон.
7 січня 2020 серіал був продовжений на четвертий сезон. Прем'єра четвертого сезону відбудеться 8 лютого 2021 року. 20 листопада 2020 року було стало відомо що четвертий сезон стане останнім для серіалу.

## Сюжет
Джефферсон Пірс, який залишив свою супергеройський особистість  «Чорної Блискавки» дев'ять років тому, побачивши, до яких наслідків це призводить на його сім'ю, змушений стати героєм знову, коли сходження місцевої банди "Сотня" призводить до росту злочинності та корупції в його районі.

## В ролях

### Головний склад
= Головна роль в сезоні
     = Періодична роль в сезоні
     = Гостьова роль в сезоні
     = Не з'являється
| Крес Вільямс               | Джефферсон Пірс / Чорна Блискавка | 13 | 16 | 12 | 41 |
| Чайна Енн Макклейн         | Дженіфер Пірс / Блискавка         | 13 | 16 | 12 | 41 |
| Нафесса Вільямс            | Аніса Пірс / Грім / Блекберд      | 13 | 16 | 12 | 41 |
| Крістін Адамс              | Лікар Лінн Стюарт                 | 13 | 16 | 12 | 41 |
| Марвін «Крондон» Джонс III | Тобіас Уейл                       | 9  | 15 | 7  | 31 |
| Деймон Гуптон              | Вільям Хендерсон                  | 10 | 12 | 10 | 32 |
| Джеймс Ремар               | Пітер «Гембі» Гембіт              | 13 | 16 | 11 | 40 |
| Джордан Келлоуей           | Халіл Пейн / Пейнкіллер           | 6  | 12 | 8  | 26 |
| Всього епізодів            | Всього епізодів                   | 13 | 16 | 16 | 45 |

## Епізоди
| Сезон | Сезон | Епізоди | Оригінальна дата показу | Оригінальна дата показу |
| Сезон | Сезон | Епізоди | Прем'єра сезону         | Фінал сезона            |
| ----- | ----- | ------- | ----------------------- | ----------------------- |
|       | 1     | 13      | 16 січня 2018           | 17 квітня 2018          |
|       | 2     | 16      | 9 жовтня 2018           | 18 березня 2019         |
|       | 3     | 16      | 7 жовтня 2019           | 9 березня 2020          |
|       | 4     | 13      | 8 лютого 2021           | 24 травня 2021          |

## Виробництво

### Розробка
У вересні 2016 року Warner Bros. Television почали пропонувати Чорну Блискавку різних каналах . Проєкт розроблявся Марою Брок Акіл і її чоловіком Салімом Акілом. Вони працювали над проєктом разом Грегом Берланті, який стояв за створенням кількох телевізійних проєктів DC Comics, в кінцевому підсумку запропонувавши Fox пілотний епізод серіалу . У лютому 2017 року Fox вирішили не замовляти проєкт, вирішивши, що він «не дуже добре вписується в уже переповнене простір жанрової драми». Warner Bros. Television представили проєкт іншим каналам, а The CW пізніше офіційно замовили зйомки пілотного епізоду Чорної блискавки. The CW також вирішили відмовитися від оригінального сценарію пілота, тому що він був написаний для Fox, і замість цього зробити коротку презентацію  The CW офіційно замовили зйомки «Чорної блискавки» 10 травня 2017 года
. Прем'єра серіалу відбулася в 2018 році в телевізійному сезоні 2017-2018 років.

### Кастинг
В кінці лютого 2017 року, Кресс Вільямс отримав роль Джефферсона Пірса / Чорної Блискавки, через місяць Чайна Енн МакКлейн і Нафесса Вільямс отримали ролі дочок головного героя, Дженніфер і Аніссі Пірс, а Крістін Адамс роль Лінн Пірс, колишньої дружини Джефферсона.

### Дизайн
Дизайн костюма Чорної Блискавки був розроблений Лорою Джин Шеннон.

### Зйомки
Зйомки серіалу проходять в Атланті штат Джорджія.

## Зв'язок з телевізійним «Всесвітом Стріли каналу The CW»
Незважаючи на те, що серіал заснований на коміксах DC і транслюється каналом The CW і що одним з його творців є Грег Берланті, Марк Педовіц, президент The CW, заявив в травні 2017 року, що «на даний момент, серіал не є частиною всесвіту Стріли». Раніше, коли серіал розроблявся для Fox, Берланті стверджував, що у серіалу не буде кросоверів з іншими серіалами, заснованими на персонажах коміксів DC і у нього не буде зв'язку із Мультивсесвітом Стріли .
У 9-ї серії підтверджено існування в світі Чорної Блискавки супергероїв Віксен і Супергёрл - можливий натяк на подальшу зв'язок.
У 2019 актор  Кресс Вільямс, який грає Чорну Блискавку, підтвердив участь свого персонажа в прийдешньому масштабному кросовері «Криза на нескінченних Землях»￼￼. Джефферсон Пірс приєднається до Стріла,  Флеш, Супердівчина, Легендам завтрашнього дня і  Бетвумен.